# بخش آندامان شمالی و میانی
بخش آندامان شمالی و میانی (به انگلیسی: North and Middle Andaman district) یک بخش در هند است که در جزایر آندامان و نیکوبار واقع شده‌است.